# 夸德羅峰
46°17′54″N 8°25′40″E / 46.29833°N 8.42778°E
夸德羅峰（義大利語：Pizzo Quadro），是中歐的山峰，位於瑞士和意大利接壤的邊境，屬於勒蓬廷山的一部分，該山峰海拔高度2,793米，每年平均降雨量2,221毫米。